# Paneth Farkas
Paneth Farkas (Kolozsvár, 1917. március 17. vagy 23. – Kolozsvár, 2009. június 23.) világbajnoki ezüstérmes zsidó származású romániai magyar asztaliteniszező és -edző.

## Pályafutása
Erdélyi magyar zsidó család negyedik gyermekeként született. Egyik őse Ezekiel ben Joseph Panet rabbi (1783–1845) volt. Mivel a szülei nem tudták fizetni a taníttatását, cipészinasnak szegődtették. Tizenegy évesen kezdett asztaliteniszezni a szülői ház udvarán, ott fedezték fel, és hívták meg a Hagibbor Sportegyesületbe.
1932-ben megnyerte a kolozsvári tartományi bajnokságot, amelyre a nevezési díjat az ismerősei adták össze. 1933-ban lépett be az akkor alakult Societatea Sportivă Uzinele Electrice Cluj egyesületbe, és városi illetve tartományi bajnoki címet nyert. 1934-ben országos ifjúsági bajnoki címet szerzett egyéniben. Bukarestbe anyagiak híján egy osztálytársa segítségével jutott el, akinek édesapja a vasúti társaságnál dolgozott. 1935-ben megnyerte a román kupát, és meghívták a nemzeti válogatottba.
Az 1936-os prágai világbajnokság előtt 100 000 lej biztosítékot kellett letennie, hogy külföldre utazhasson, mert még nem töltötte le a kötelező katonai szolgálatot. Ezt az összeget nyilvános gyűjtéssel teremtették elő. Felvetették neki, hogy változtassa meg a nevét Lupu Panait-ra (lup románul farkast jelent), de ezt édesapjával egyetértve elutasította. Prágában a román válogatottal világbajnoki ezüstérmet szerzett. A selejtezők során a nyolcszoros világbajnok magyar csapatot 5–0 arányban győzték le. A lengyel Alois Ehrlich elleni mérkőzésen az egyik labdamenet két óra tizenkét percig tartott, amellyel bekerültek a Guinness Rekordok Könyvébe. Az egy évvel későbbi világbajnokságon Paneth a román válogatottal nyolcadik helyen végzett.
Az 1939-es kairói világbajnokságon Paneth már nem vehetett részt, mivel származása miatt kizárták a válogatottból. Ugyanebben az évben vette feleségül Holender Edit atlétát, és megkezdte katonai szolgálatát a kolozsvári tüzérségnél. A második bécsi döntés nyomán Paneth még nehezebb helyzetbe került, a sportcsarnokba még az edzésekre sem léphetett be. 1942 őszén egy Nagybánya melletti táborba vitték, ahol a 110/5-ös munkaszázadban útépítésen dolgozott. Decemberben az útépítőket Ukrajnába vezényelték át a keleti frontra. 1943 októberében Krakkóba került, ahol a deportálás előtt egy golyóscsapágygyárban dolgozott. A vonatról leugorva megszökött az auschwitzi koncentrációs táborba transzportálás közben, de elfogták és más szökevényekkel együtt Kolozsváron vetették fogságba. Ott tudta meg, hogy legtöbb családtagját elhurcolták. 1944. június 15-én a nyíregyházi gettóba küldték, de az auschwitzi vonatból ismét megszökött. Ezt követően egy hónapig álnéven Eperjesen élt, mígnem az SS Pozsonyban elfogta, és Auschwitzba deportálta. Mivel öt nyelven beszélt, és asztalitenisz-edzőként mutatta be magát, egy SS-tiszt szolgálatára osztották be, aki utóbb segített neki a Pozsonyba való visszatérésben. Onnan Budapestre szökött, ahol ismét elfogták. A deportálás elől a Keleti pályaudvaron szökött meg, és sikerült a svéd követségre eljutnia, ahol Raoul Wallenberg biztonságot nyújtott neki.
A háború végeztével visszatért Kolozsvárra, ahol megtudta, hogy nővérén kívül senki nem maradt életben a családtagjai közül. Hogy a háborúban legyengült fizikumát megerősítse, visszatért az asztaliteniszhez. 1947-ben megnyerte a háború után rendezett első román kupát. 1949-től kezdve a román válogatott edzője lett.
1952-ben Lupu Paneth néven részt vett a bombayi világbajnokságon. 1952-ben és 1953-ban román bajnoki címet szerzett férfi párosban Toma Reiterrel. 1952-ben vegyes párosban is országos bajnok lett Ella Zeller-Constantinescu oldalán.
Aktív pályafutása végeztével 1959-től a Progresul Clujnál (a későbbi CSM Cluj) dolgozott edzőként. Ezzel párhuzamosan 1949 és 1986 között a román válogatott edzője is volt. Ez idő alatt tanítványai 16 világbajnoki, 33 Európa-bajnoki és több mint 130 országos bajnoki címet szereztek. Edzősége alatt a CSM Cluj ötször nyerte el az országos bajnokok Európa-kupáját (1961, 1964, 1965, 1966 és 1967), és további kétszer jutott a döntőbe (1962 és 1963). Második felesége halála után 1986-ban visszavonult.
1987-ben ismét megnősült. 1997-ben könyvet írt saját életéről Paleta și Planeta: Întâmplările unei vieţi címen, melyet Gheorghe I. Bodea szerkesztett. 1993-ban a Nemzetközi Asztalitenisz Szövetség (ITTF) a „Merit Awards ITTF“ díjat ítélt neki. 1996-ban Kolozsvár díszpolgárává avatták. 1999-ben Steven Spielberg társrendezésében A holokauszt szemei  címmel dokumentumfilm készült róla, amelyet Washingtonban, a United States Holocaust Memorial Museumban mutattak be. 2004-től sportteljesítményéért havi 8,4 millió ROL (kb. 204 EUR) állami juttatásban részesült.
Kolozsváron 2010 óta emlékére évente megrendezik a Paneth Farkas Emlékversenyt. A Kismester (Bob) utcai házára 2013 júniusában emléktáblát helyeztek el.

## Fordítás
- Ez a szócikk részben vagy egészben a Farkas Paneth című német Wikipédia-szócikk ezen változatának fordításán alapul.  Az eredeti cikk szerkesztőit annak laptörténete sorolja fel. Ez a jelzés csupán a megfogalmazás eredetét és a szerzői jogokat jelzi, nem szolgál a cikkben szereplő információk forrásmegjelöléseként.